# SCP: Secret Laboratory
 (novembre 2024).
Motif : Les indications sur l'équilibrage du jeu (points de vie, points de bouclier, délai de réaction, etc.) ne semblent pas nécessaires dans un article encyclopédique.
SCP: Secret Laboratory est un jeu vidéo multijoueur à la première personne développé par Northwood Studios, en 2016 basé sur le jeu solo SCP – Containment Breach et une fiction collaborative du wiki de la Fondation SCP. Le jeu est basé sur un système de rôle dans lequel il peut jouer le personnel de la Fondation, comme des prisonniers (Les Classe-D), des scientifiques ou encore des militaires. Le jeu est sorti indépendamment.
Le jeu sort sur Steam le 29 décembre 2017, sous la version v0.2.0 Beta, et sort officiellement le 7 février 2018.

## Trame

### Univers
SCP : Secret Laboratory est basé sur le projet d'écriture collaborative de la Fondation SCP. La Fondation SCP est une organisation fictive qui capture et étudie des entités et des objets qui violent la loi naturelle (appelés objets SCP, ou plus communément, SCP). Leurs actions sont documentées par un groupe de collaborateurs qui écrivent des histoires sur la Fondation et les SCP sur le site Web de la Fondation SCP.

### Histoire
S'appuyant sur les histoires du site web, le jeu se produit dans le Site-02, aussi nommé le « Master Site ». Le site contient des technologies expérimentales comme la Micro H.I.D et C.A.S.S.I.E. En mars 2008, C.A.S.S.I.E. a commencé à fonctionner au Site-02 pour le protéger des brèches de confinement et en décembre 2014, la dernière ouverture de noyau pour C.A.S.S.I.E. a eu lieu. SCP-049 est confiné temporairement vers la fin de 2016 et le début de 2017 et est ensuite déplacé vers le Site-02 quelque temps après. À une heure inconnue après l'installation de CASSIE, SCP-096 doit subir un test. Le jour du test de SCP-096, SCP-458 est autorisé à se trouver dans la cafétéria du Site-02 uniquement pour cette journée. À un moment inconnu pendant ou après 2017, une brèche de confinement se produit au Site-02, c'est à ce moment-là que l'histoire de SCP: Secret Laboratory se déroule,.

## Différentes classes du jeu

### Les SCP
Les SCP sont les antagonistes du jeu. Ils sont incarnés par les joueurs, et ils doivent coopérer entre eux. Il y a 7 SCP, qui apparaissent tous en début de partie en Zone de Confinement Lourde (Heavy Containment Zone), à l'exception d'SCP-3114 :

#### SCP-173
SCP-173 est une statue. Elle a la capacité de tuer les humains en brisant leurs nuques lorsque personne ne la regarde. Quand un joueur le regarde, il ne peut plus bouger mais un chronomètre de 3 secondes s'enclenche, lui permettant lorsqu'il arrive à 0 de se téléporter à 8 mètres de distance. C'est en se téléportant sur sa victime qu'SCP-173 la tue instantanément. L'anomalie peut également créer une flaque composée d'excréments et d'acier en fusion afin de ralentir ses victimes pendant plusieurs secondes. Il a également une capacité de « rush », qui lui permet d’être beaucoup plus rapide et d’avoir une portée de téléportation beaucoup plus grande. Mais lorsque cette capacité est active, il ne peut pas tuer de joueurs par la téléportation.

#### SCP-106
SCP-106 est une anomalie qui possède nombreuses capacités, mais une seule attaque : le toucher. Lorsque SCP-106 touche un humain, ce dernier perd instantanément de la vie et plusieurs points de vie progressivement. Lorsque SCP-106 touche une deuxième fois le même humain, ce dernier est téléporté dans sa « dimension de poche » de SCP-106 et perd de plus en plus de points de vie à mesure qu’il reste dans cette dimension, jusqu’à la mort. Il y a huit chemins à cette dimension mais seuls deux permettent d'en sortir. SCP-106 possède deux autres capacités : il peut se dématérialiser à la surface du sol le sol et regagner des points de bouclier, ainsi que se téléporter dans une zone proche de lui avec l’aide d’une mini-map et il peut traverser les portes.

#### SCP-096
SCP-096 est une créature humanoïde. Lorsque SCP-096 est docile, il ne peut pas attaquer et est totalement vulnérable. Cependant, quand quelqu’un le regarde ou l'attaque, il s’enrage et devient extrêmement rapide et puissant. Ses attaques peuvent décimer un grand nombre de joueurs en même temps, et peut détruire les portes non blindées. Il peut également charger, enlevant un grand nombre de points de vie aux personnes se trouvant sur son passage, et cela lui donne la capacité d'ouvrir les portes blindées.

#### SCP-049
SCP-049 est un SCP ayant l'apparence d'un médecin de la peste. Son attaque est le toucher. Quand SCP-049 touche un joueur, celui-ci perd rapidement des points de vie et de l'énergie (stamina). Lorsqu’il touche un joueur une deuxième fois, le joueur meurt instantanément. SCP-049 peut réanimer quelconque cadavre humain, qui n'est pas mort depuis trop longtemps. Le joueur revient donc à la vie en tant qu'SCP-049-2.

#### SCP-939
SCP-939 est un chien aveugle, qui a une très bonne ouïe. Il entend donc les joueurs lorsqu’ils utilisent un objet, tirent avec une arme, marchent, courent, sautent… Son attaque principale est un coup de griffe et son attaque secondaire est un saut qui peut tuer instantanément un humain. SCP-939 dispose d'une autre capacité, celle de répandre un nuage de fumée, dans lequel les joueurs ne peuvent pas voir l'anomalie. Enfin, Doggo (surnom de l'anomalie) peut imiter les sons d'utilisation des objets du jeu, les voix des joueurs qu'il a précédemment tué et les bruits d'autres anomalies.

#### SCP-079
SCP-079 est un ordinateur doté d'une intelligence artificielle, qui peut prendre le contrôle total du Site-02. Il peut ouvrir, fermer, bloquer des portes, surcharger des portes teslas ou encore générer des coupures de courants, afin d'aider les autres SCP à tuer des humains. Si SCP-079 coopère directement ou non à tuer un humain, il gagne un certain nombre de points d'expérience, ce qui lui permettra de monter en niveau et de débloquer d'autres capacités.

#### SCP-3114
SCP-3114, issu de l'évènement Halloween 2023 du jeu, ne peut être joué seulement pendant la période d'Halloween. Il est un squelette, qui a la capacité d'étrangler et de griffer ses victimes. Il peut voler le corps de n'importe quel cadavre humain présent sur le site, dans ce cas, le corps en question se transformera en squelette inerte, et SCP-3114 aura l'apparence, le pseudo et de la texture du cadavre. Il pourra donc, pour un temps limité, avoir l'apparence d'un humain. À noter que tous les objets en possession de SCP-3114 dans sa phase transformée sont inutilisables par celui-ci, sauf les cartes d'accès. Au bout d'un certain temps, l'anomalie va se retransformer en sa forme originelle. Ce SCP, dans sa forme originelle, dispose de plusieurs voix en anglais, la plupart d'entre elles étant des jeux de mots portant sur les squelettes.

### Humains
Il y a deux classes d’humains :
- Les membres de la Fondation.
- Les membres de l’Insurrection du Chaos.

#### Membres de la Fondation

##### - Scientifiques
Les scientifiques sont des personnels de la Fondation. Ils apparaissent à divers endroits en Zone de Confinement Légère (Light Containment Zone) en début de partie. Leur but est de s'échapper de la Fondation sans se faire tuer par les SCP, ni par les Insurgés du Chaos. Si un scientifique s'échappe, celui-ci se retrouve aux côtés des forces de la Fondation. Si un scientifique s'échappe en étant menotté, il devient Conscrit de l'Insurrection du Chaos.

##### - Gardes
Les gardes sont chargés de la surveillance de la Fondation. Leur but est d'aider les scientifiques et les Classe-D à s'évacuer du site, ainsi que d'aider les NTF. Ils ne doivent pas se faire tuer par les SCP, ni par les Insurgés du Chaos. Les gardes apparaissent en début de partie à divers endroits en Zone d'Entrée (Entrance Zone).

##### - MTF Epsilon-11
Les "NTF" (pour Nine-Tailed Fox) sont une force opérationnelle dont le but est d'aider les autres membres de la Fondation à reconfiner les SCP, ainsi que d'aider les scientifiques et les Classe-D à évacuer le site. Les NTF doivent également lutter contre les Insurgés du Chaos. Les NTF n'apparaissent qu'après le début de la partie, lorsque des joueurs sont éliminés. Ils apparaissent en Zone de Surface (Surface Zone), à la Gate B.

#### Membres de l’Insurrection du Chaos

##### - L'Insurrection du Chaos
Ce sont les ennemis de la Fondation. Ils peuvent coopérer avec les SCP et aident les Classe-D à s'échapper du site. Ils doivent également tuer tous les autres membres du personnel de la Fondation. Ils apparaissent après le début de la partie en Zone de Surface à la Gate A.

##### Classe-D
Les Classe-D sont les "prisonniers de la Fondation". Leur but est de s'échapper sans se faire tuer par les SCP, ni par les membres de la Fondation, et doivent coopérer avec les Insurgés du Chaos. Lorsqu'un Classe-D s'échappe, il devient Conscrit de l'Insurrection du Chaos. Cependant, si un Classe-D s'échappe en étant menotté, il réapparaîtra en Soldat NTF. Les Classe-D apparaissent en début de partie dans leurs cellules, en Zone de Confinement Légère.

Les différentes classes jouables
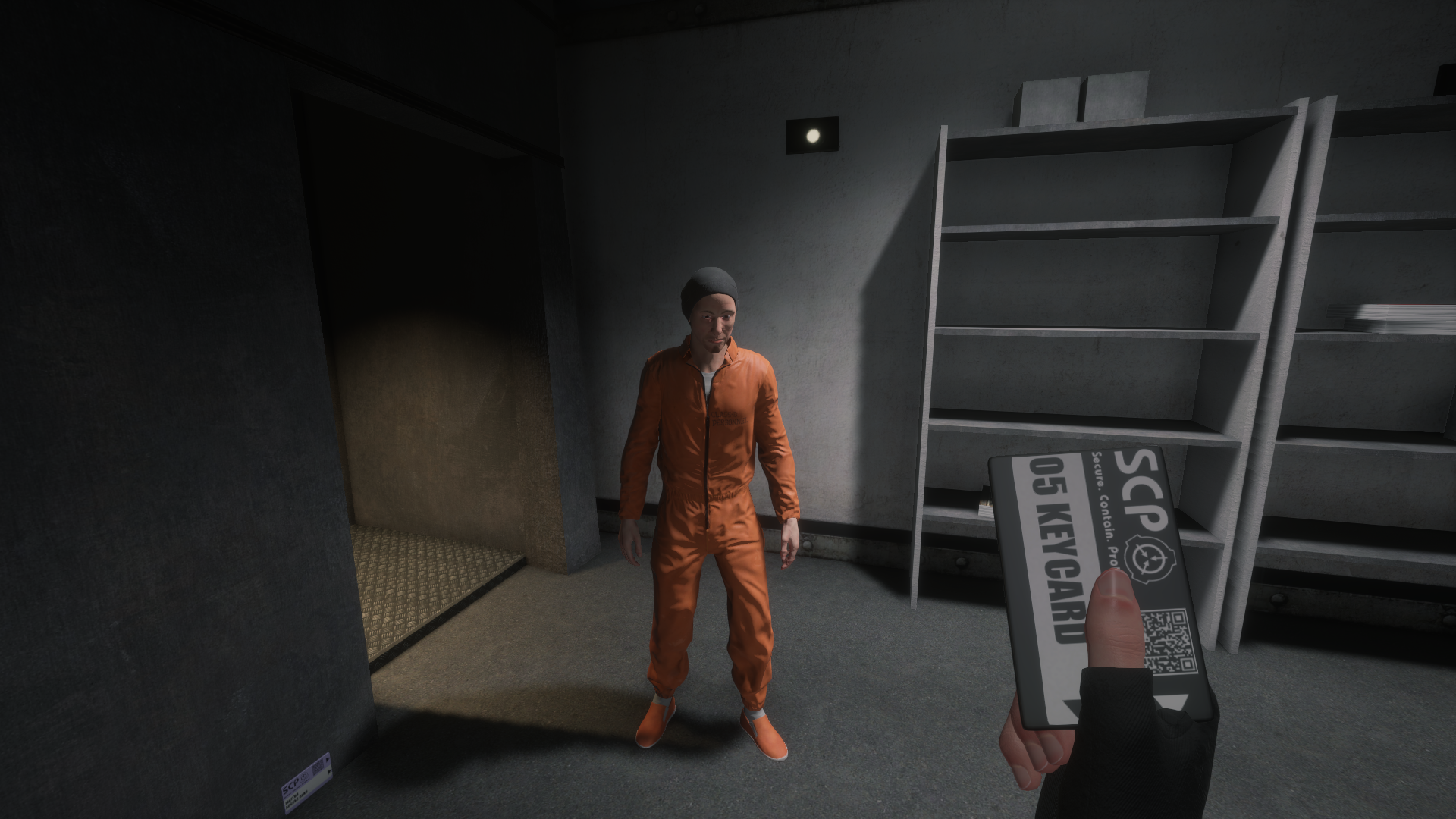
Personnel de Classe D à SCP-914 (en version 14.0)
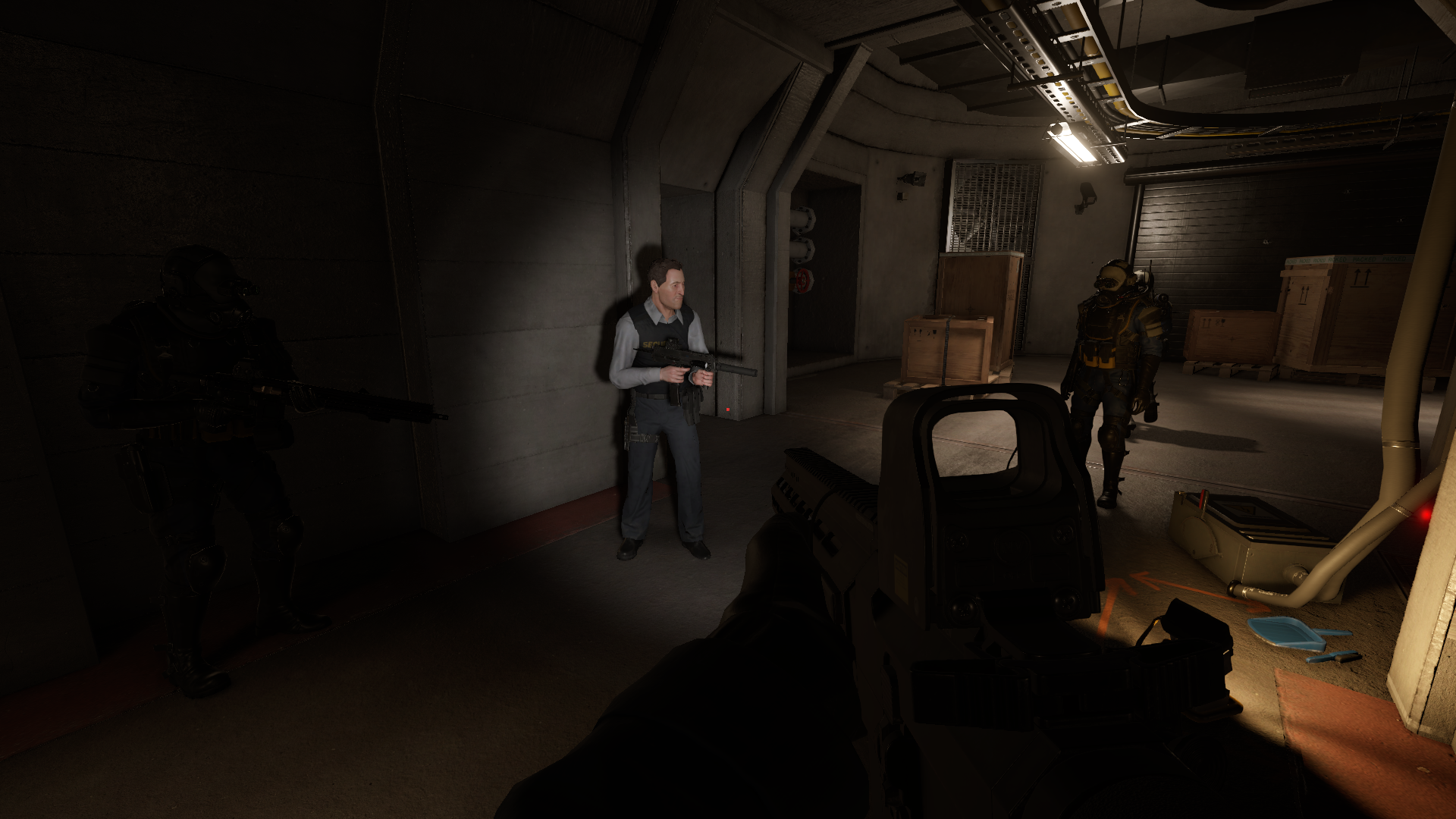
Garde du site avec une FSP-9 (en version 14.0)
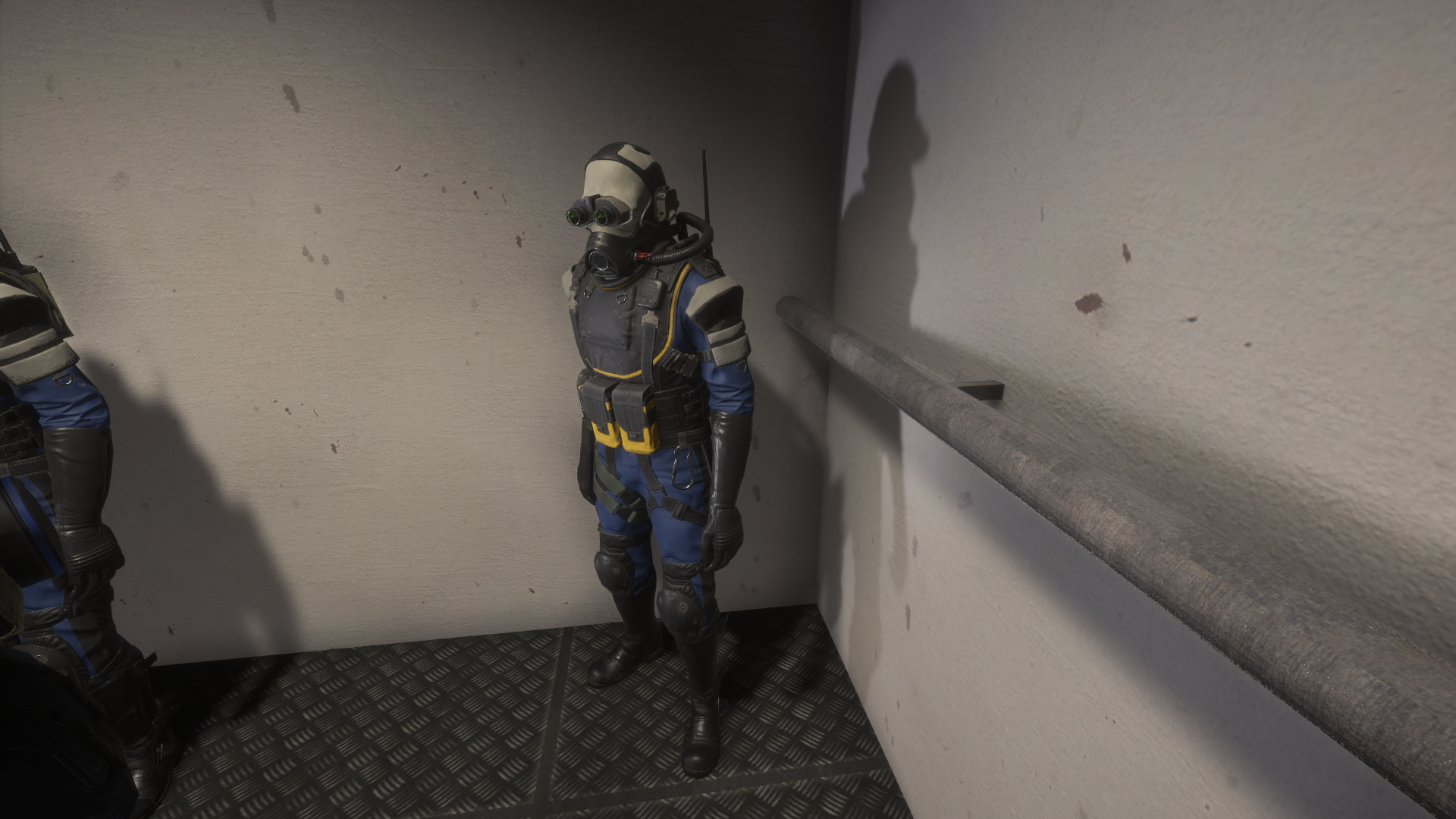
NTF dans un ascenseur (en version 14.0)
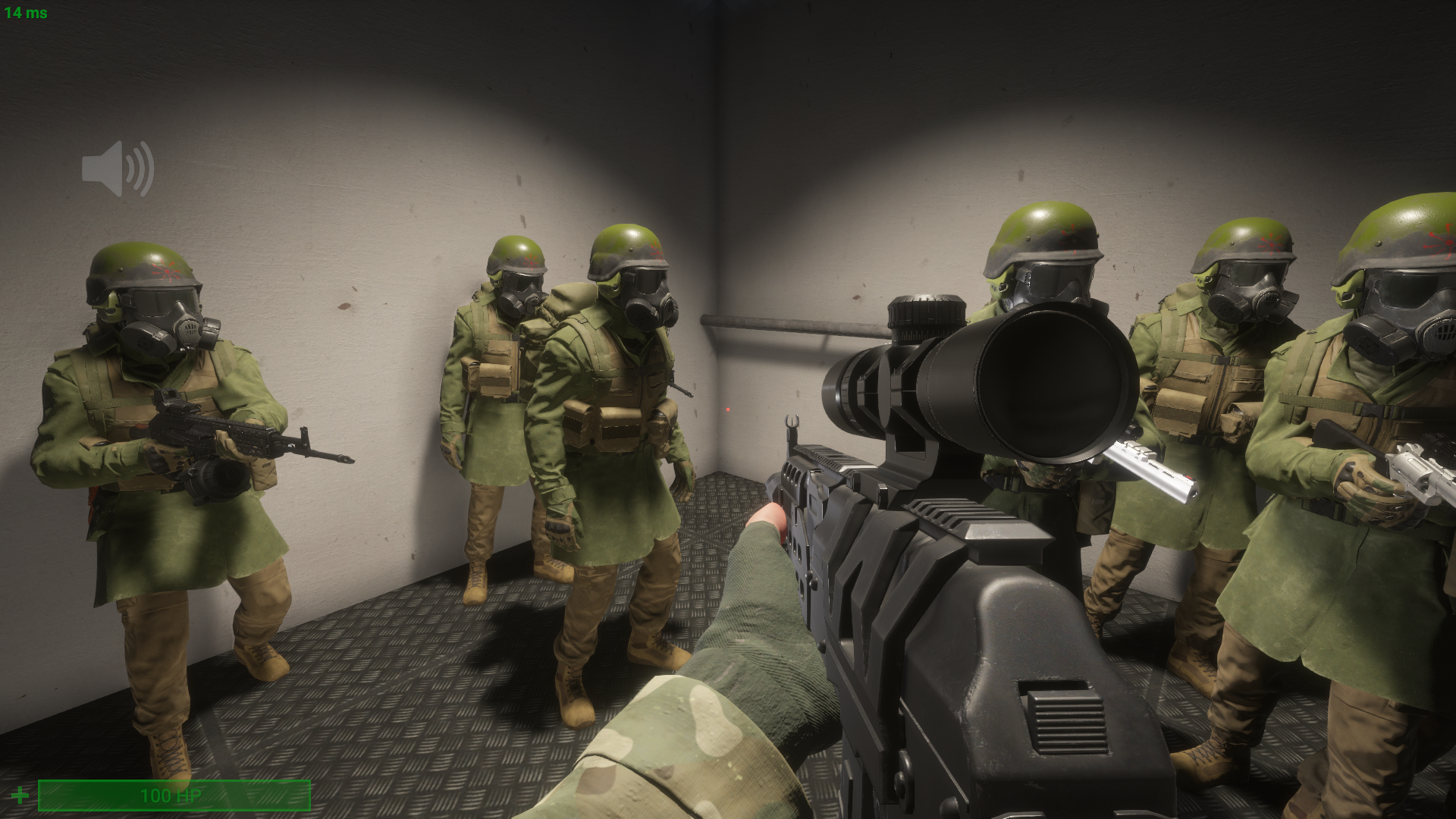
Des Insurgés du Chaos dans un ascenseur (en version 14.0)
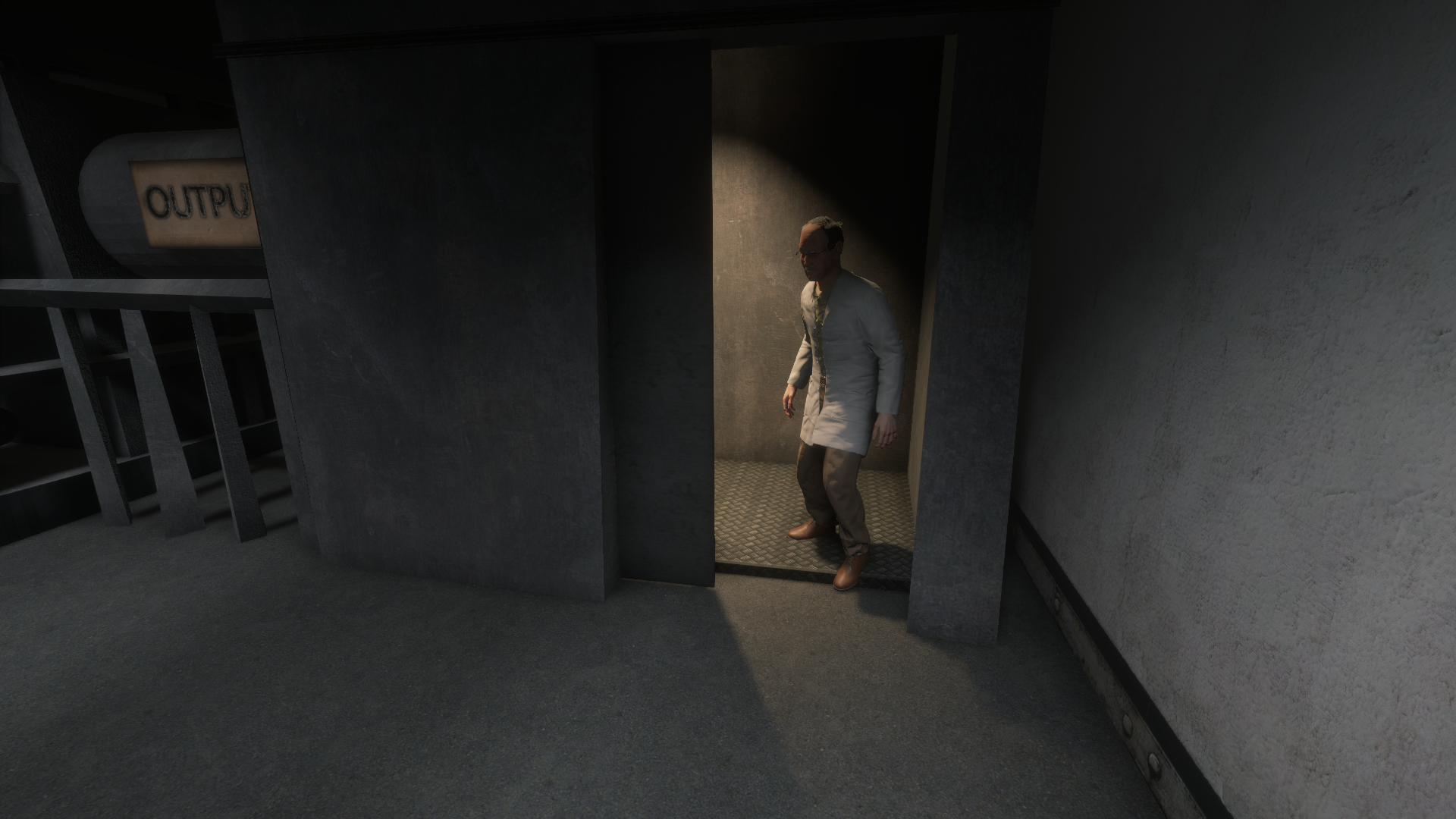
Scientifique à SCP-914 (en version 14.0)

## Cartes d'accès
Pour naviguer à travers la Fondation, il est nécessaire d'avoir des cartes d'accès qui permettent de donner l'accès à des zones de confinement d'SCP, des armureries, ou de pouvoir passer entre les différentes zones de la Fondation et d'avoir l'accès aux gates. Il existe une grande variété de cartes d'accès, avec chacune leurs permissions.

## Chat vocal
Le chat vocal permet aux joueurs de communiquer entre eux. Alors que les humains peuvent communiquer s'ils sont proches et pourront être entendus par les SCP. Ces derniers peuvent communiquer entre eux, peu importe leur localisation, mais ne peuvent parler avec les humains ou être entendus par eux à l'exception d'SCP 079 et d'SCP 3114 lorsqu'il est déguisé). Enfin, les humains ont besoin d'une radio pour communiquer sur de longues distances.
Certains joueurs utilisent des soundboards dans le chat vocal. Les soundboards consistent en un bruitage ou une musique connue ou drôle, qu'il est possible d'émettre dans son micro à l'aide d'un logiciel adapté.

## Armes spéciales
- Dans la Zone de Surface, il y a une pièce où il est possible d'activer l'ogive nucléaire du site. L'activation de l'ogive nucléaire lance un compte à rebours d'une minute et trente secondes. Il est possible d'arrêter l'ogive nucléaire en la désactivant dans la salle des ogives, plus communément appelée salle nucléaire, qui se trouve dans la Zone de Confinement Lourd. Après un décompte d'une minute et vingt secondes, il est impossible d'arrêter la détonation de l'ogive. En cas d'explosion, celle-ci tuera tout le monde, humains et SCP, dans les Zones de Confinement Lourde, Légère et d'Entrée, et il ne sera plus possible d'entrer dans l'installation depuis la Zone de Surface.
- La décharge micro à haute intensité ("Micro HID") est une arme très puissante pouvant être trouvée dans la Zone de Confinement Lourde. Elle possède sa propre salle (Project Segmentum), qui nécessite une carte d'accès d'un niveau élevé (minimum de Capitaine NTF) afin d'y accéder. Elle inflige des dégâts extrêmement importants et peut tuer un SCP en quelques secondes. La Micro HID n'a pas de munitions. Elle apparaît avec une charge électrique complète. La Micro HID a une période de charge de quelques secondes avant de pouvoir l'utiliser, ce qui compense ses dégâts très élevés.
- La Jailbird est une arme pouvant être trouvée dans des petits confinements spéciaux dans la Zone de Confinement Lourde, qui nécessite le même niveau d'accès que pour récupérer la Micro HID. Elle ne dispose pas de munitions et peut être uniquement utilisée par des humains. La Jaibird est utilisée en combats rapprochés ou de mêlée : le joueur peut la charger, ce qui inflige plusieurs centaines de points de dégâts en un coup, assez pour tuer en une fois une instance de SCP-049-2. La Jailbird dispose de cinq charges, elle explose au moment où le coup est donné sur la cinquième charge, éliminant le joueur et infligeant des dégâts supplémentaires à la victime.

## Bande-son
La majorité des sons du jeu proviennent de Jacek "Fragik" Rogal.
| 1. | Doctor's Lab                   | 1:34 |
| 2. | Light Containment Zone Ambient | 0:55 |
| 3. | Massive Labyrinth              | 1:54 |
| 4. | Melancholy                     | 1:33 |
| 5. | Old Main Menu Theme            | 1:46 |
| 6. | Retro Main Menu                | 2:08 |

## Réception
Kayla Fitzgerald, écrivant pour Oxen Games, a décrit SCP : Secret Laboratory comme "le dernier mot dans les jeux d'action multijoueurs". Elle a fait l'éloge du gameplay, des graphismes et des sons du jeu, mais a noté que le jeu souffrait de problèmes d'équilibre des personnages, de plantages et de difficultés de connexion aux serveurs. Dean Clark, écrivant pour Game Tyrant, a décrit le jeu comme amusant, mais a noté qu'il était difficile de rejoindre les serveurs et de viser avec des armes dans le jeu. Les deux examinateurs ont décrit SCP : Secret Laboratory comme ayant un grand potentiel une fois les divers problèmes identifiés résolus.